# Comuna Velîka Salîha, Krasîliv
Velîka Salîha (în ucraineană Велика Салиха) este o comună în raionul Krasîliv, regiunea Hmelnîțkîi, Ucraina, formată din satele Dolînivți, Mala Salîha și Velîka Salîha (reședința).

## Demografie
Componența lingvistică a comunei Velîka Salîha
     Ucraineană (99,6%)
     Alte limbi (0,4%)
Conform recensământului din 2001, majoritatea populației comunei Velîka Salîha era vorbitoare de ucraineană (99,6%), existând în minoritate și vorbitori de alte limbi.